# Bismillah Khan
 Ustad Bismillah Khan (21 tháng 3 năm 1916 - 21 tháng 8 năm 2006; tên khai sinh: Qamaruddin Khan), thường được gọi là Ustad, là một nhạc sĩ Ấn Độ được biết tới với việc phổ biến shehnai, a một nhạc cụ của tiểu lục địa Ấn Độ thuộc nhóm oboe. Tuy Shehnai từ lâu đã có tầm quan trọng như một nhạc cụ dân gian được chơi chủ yếu trong các buổi lễ truyền thống, Khan đã được nâng cao vị thế của nhạc cụ này và đưa nó lên sân khấu hòa nhạc.
Ông được trao tặng phần thưởng dân sự cao nhất của Ấn Độ, Bharat Ratna, trong năm 2001, trở thành nhạc sĩ cổ điển thứ ba sau M. S. Subbulakshmi và Ravi Shankar được trao tặng phần thưởng này.